# Pour la gloire (film)
Pour les articles homonymes, voir Pour la gloire.
Pour la gloire (For the Queen and Country) est un film britannico-américain co-écrit et réalisé Martin Stellman, sorti en 1988.

## Synopsis
Un ancien para britannique originaire de Sainte-Lucie revient dans son village en Angleterre et découvre que le monde qu'il a connu huit ans auparavant et celui d'aujourd'hui a changé : trafics, corruption et misères gangrènent la ville.

## Fiche technique
- Titre original : For the Queen and Country
- Réalisation : Martin Stellman
- Scénario : Martin Stellman et Trix Worrell
- Musique : Michael Kamen
- Genre : Drame
- Budget : 3 millions $[1]
- Durée : 105 minutes
- Pays :  Royaume-Uni;  États-Unis
- Date de sortie en salle : 
  - France : le 17 mai 1988 (Festival de Cannes), 23 août 1989 (sortie nationale)
  - États-Unis : le 19 mai 1989

## Distribution
- Denzel Washington (VF : Frédéric Popovic) : Reuben James
- Dorian Healy (VF : Jacques Albaret) : Tony, dit "Fish"
- Sean Chapman  : Bob Harper
- Bruce Payne (VF : Bernard Bollet): Colin
- Graham McTavish : le lieutenant
- Geff Francis : Lynford
- Frank Harper : Mickey
- Craig Fairbrass (VF : Patrick Béthune) : Challoner
- Michael Bray : Bryant
- George Baker (VF : Gilbert Lévy) : Kilcoyne
- Stella Gonet : Debbie
- Colin Thomas : Feargal
- Tatiana Strauss : French Girl#1
- Valérie Chassigneux : French Girl#2
- Brian McDermott : Harry
- Lisa O'Connor : Haley
- Anselm Peters : Oscar
- Amanda Redman : Stacey

Source et légende : version française (VF) sur Nouveau Forum Doublage Francophone